# Gling-Gló
Gling-Gló är det första och enda albumet av jazzgruppen Björk Guðmundsdóttir & tríó Guðmundar Ingólfssonar, utgivet i oktober 1990. Titeln Gling-Gló är en onomatopoetikon, vars svenska motsvarighet är ungefär "Ding Dång", d.v.s. ljudet en klocka gör.
Albumet spelades in den 1 och 3 september 1990 vid Stúdio Sýrland i Reykjavik under produktion av Tómas Tómasson, basist i gruppen Stuðmenn. Skivan gavs först ut av skivbolaget Smekkleysa, och vinylutgåvan var helt på isländska. Smekkleysas CD-utgåva och One Little Indian Records senare CD-utgåvor avslutas med två spår på engelska, vilket gäller även den remastrade vinylutgåvan på 2x45rpm från 2008. 

## Låtlista
| Nr  | Titel                        | Text                              | Musik                                    | Längd |
| --- | ---------------------------- | --------------------------------- | ---------------------------------------- | ----- |
| 1.  | Gling-Gló                    | Kristín Engilbertsdóttir          | Alfreð Clausen                           | 2:37  |
| 2.  | Luktar-Gvendur               | Eiríkur K. Eiríksson              | Nat Simon                                | 4:00  |
| 3.  | Kata Rokkar                  | Theodór Einarsson                 | Theodór Einarsson                        | 2:56  |
| 4.  | Pabbi Minn                   | Þorsteinn Sveinsson               | Paul Burkhard                            | 2:40  |
| 5.  | Brestir Og Brak              | Jónas Árnason                     | Jón Múli Árnason                         | 3:18  |
| 6.  | Ástartöfrar                  | Valdimar Auðunsson                | Valdimar Auðunsson                       | 2:43  |
| 7.  | Bella Símamær                | Loftur Guðmundsson                | Mark Fontenoy                            | 2:38  |
| 8.  | Litli Tónlistarmaðurinn      | 12. September                     | 12. September                            | 3:23  |
| 9.  | Það Sést Ekki Sætari Mey     | Loftur Guðmundsson                | Irving Berlin                            | 4:00  |
| 10. | Bílavísur                    | Jón Sigurðsson                    | Jack Holmes                              | 2:38  |
| 11. | Tondeleyo                    | Tómas Guðmundsson                 | Sigfús Halldórsson                       | 3:29  |
| 12. | Ég Veit Ei Hvað Skal Segja   | Loftur Guðmundsson                | Larry Coleman, Joe Darion, Norman Gimbel | 3:03  |
| 13. | Í Dansi Með Þér              | Þorsteinn Sveinsson               | Pablo Beltran Ruiz                       | 2:26  |
| 14. | Börnin Við Tjörnina          | Jenni Jónsson                     | Jenni Jónsson                            | 2:46  |
| 15. | Ruby Baby                    | Jerry Leiber, Mike Stoller        | Jerry Leiber, Mike Stoller               | 4:00  |
| 16. | I Can't Help Loving That Man | Oscar Hammerstein II, Jerome Kern | Oscar Hammerstein II, Jerome Kern        | 3:40  |

- På albumet står Richard Rodgers och Hammerstein felaktigt listade som kompositörer för spår 9 ("Það Sést Ekki Sætari Mey"), där det egentligen ska stå Irving Berlin.

## Medverkande
Bandet
- Björk Guðmundsdóttir - sång, munspel
- Guðmundur Ingólfsson - piano, tamburin
- Þórður Högnason - bas
- Guðmundur Steingrímsson - trummor, maracas, klockor

Produktion
- Tómas Tómasson - producent
- Óskar Jónasson - illustrationer